# Estefi Martínez
Estefanía Martínez González (Vélez Málaga, 1984), más conocida como Estefi Martínez y artísticamente como Pedrita Parker, es una ilustradora, autora y empresaria española.  
Doctora en Música y Comunicación por la UMA, Máster en Bellas Artes por la Universidad del Sur de Illinois Carbondale y licenciada en Periodismo, ha desarrollado una marca propia desde 2014 y ha publicado varios libros ilustrados. Su trabajo se ha mostrado en centros como el MVA de Málaga o el CAC de Vélez-Málaga, y ha colaborado activamente con marcas.
Su discurso siempre es activista en favor del feminismo y el empoderamiento de la mujer, con temas como la maternidad, la conciliación y la brecha de género.

## Trayectoria y biografía
Martínez es ilustradora y creadora de la marca Pedrita Parker, desde la que difunde un estilo humorístico y vitalista con foco en el universo femenino. Es licenciada en Periodismo y acumula una amplia comunidad en redes. Vive y trabaja desde Benajarafe (Vélez-Málaga).
En 2014 crea su marca y tienda en línea, desde la que diseña y comercializa productos propios, además de dirigir su estudio creativo y desarrollar encargos editoriales y publicitarios.
En 2022 fue «cultural advisor» del hotel Barceló Málaga, donde presentó la guía ilustrada Barceló Málaga by Pedrita Parker, un mapa de lugares culturales de la ciudad. Volvió a colaborar con la marca, esta vez en Bilbao, en 2025. 
Ha realizado colaboraciones publicitarias, entre ellas ilustraciones para la campaña nacional de Cruzcampo "Con mucho acento" (2021–2022), con ediciones limitadas en latas y botellas. Participó en la campaña de Cruz Roja "Siempre a tu lado", AENA, con "Malaga Personal Shopping" (2019), "Esto sólo pasa aquí" para DYC (2020), o su versión de Laveta (2017) entre otros.

## Obras destacadas
- Esa cosa (extraña) llamada amor (Barcelona: Lumen, 2015).[16]
- Tómatelo con Karma (Barcelona: Lumen, 2015).[17]
- No eres tú, soy yo, que me he dado cuenta de que eres lo peor (Barcelona: Lunwerg, 2017).[18][19]
- Créatelo ya: un libro ilustrado para comprender tu creatividad y permitirte creer en ella (autopublicado, 2022).[20]
- Madridmanía (con Manuel García del Moral; Barcelona: Lunwerg, 2024).[21][22][23]

## Exposiciones destacadas
- Pedrita & Parker. Una retrospectiva (Centro Cultural MVA, Málaga), 10 de marzo–15 de abril de 2022. Primera retrospectiva de la artista, comisariada por Cristina Consuegra en el marco de MaF (Málaga de Festival).[24][25]
- El espacio entre nosotros (CAC «Francisco Hernández», Vélez-Málaga), 20 de enero–12 de febrero de 2023. Muestra de 34 ilustraciones con intervenciones en sala.[26]
- Ilustradísimas por la Igualdad (colectiva; Torre Sevilla, 22 de diciembre de 2021–20 de enero de 2022).[27]
- 10 años de Pedrita y 10 sueños de Parker & Friends (Casa de Socorro de la Trinidad, Málaga; La Casa Amarilla), 16 de enero–30 de marzo de 2025.[3][28]

## Premios obtenidos
- Premios Meridiana 2023 (Junta de Andalucía), categoría «Iniciativas en los medios de comunicación, publicitarios y redes sociales».[2]
- Premios Club de Marketing de Málaga 2018, Mejor Acción de Marketing Online y Mejor Experiencia de Marca (por «Pedrita Parker»).[29]
- Premio Ajoblanco Axarquía (Almáchar), edición 2024..[30]
- Emprendedora del Año (Diputación de Málaga), edición 2015.[31]
- Mujeres sin diferencias (Diputación de Málaga), edición 2015.[32]

## Conferencias
Como conferenciante, participó en el eemeeting de Alicante (2018), TEDx Málaga (2021) o Innova Bilbao (2012 y 2022), organizado por Grupo El Correo. También colaboró con el proyecto Malas Madres (2019), la Comic Barcelona (2023) o en Plaza Mayor (2020).